# Ajet (jeroglífico)
| N27 |

| N27 |

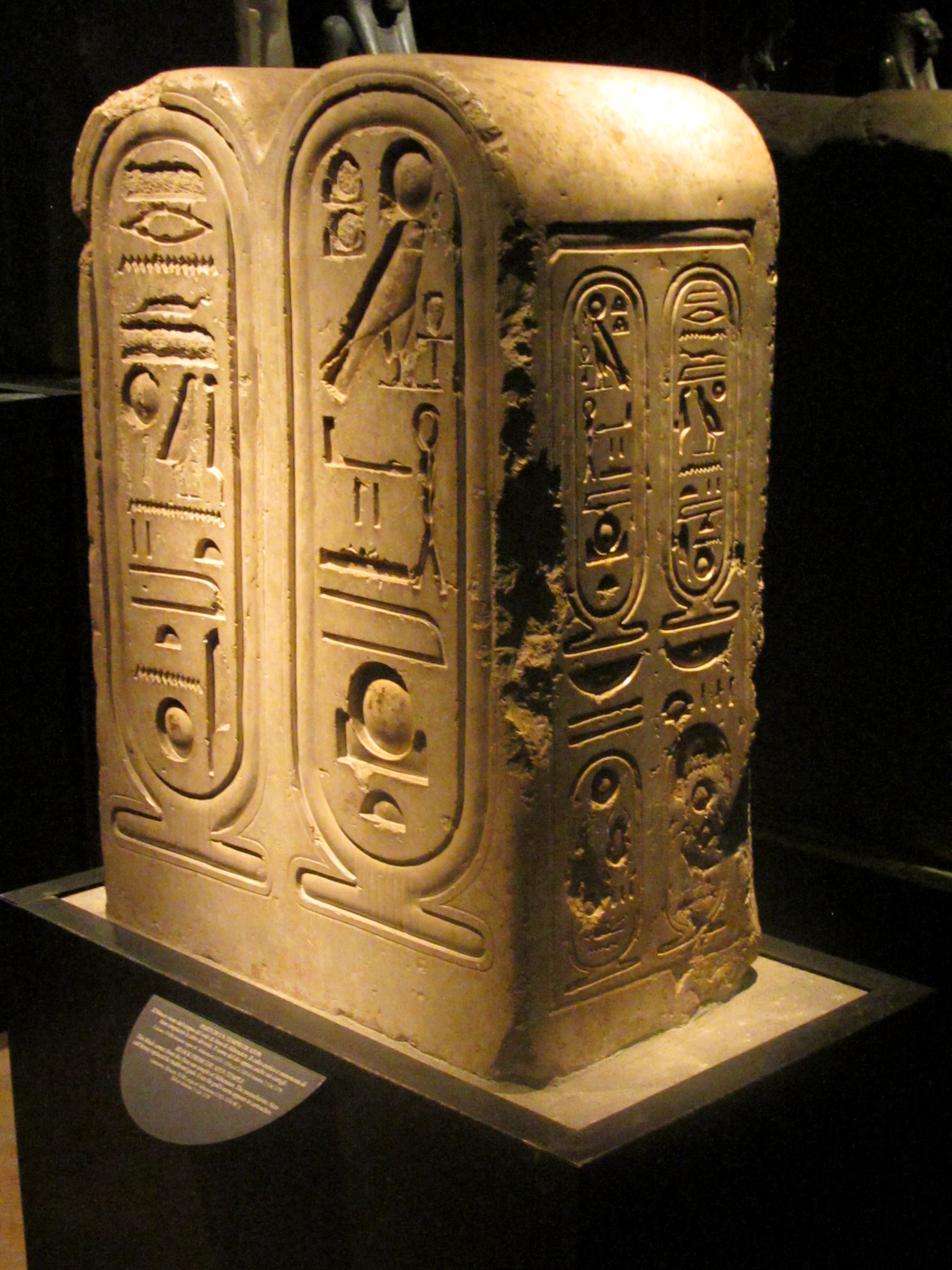
Jeroglífico de Petra en el museo egipcio de Turín.

Ajet (en la lista de Gardiner, N27) es un jeroglífico egipcio que representa el lugar donde el sol sale o se pone entre dos colinas. 
Se le describe como la "Montaña con el sol naciente y como un ideograma para "horizonte". También el horizonte, como lugar de transición para los dioses y los muertos.
En los Textos de las pirámides, a la antecámara de la pirámide se la asocia con Ajet como "El lugar de convertirse en Aj", el lugar donde el rey muerto sería transformado y renacido como el sol sobre el horizonte.
Ajet aparece en el nombre egipcio de la gran pirámide de Guiza, Ajet Jufu y en el nombre asumido por el faraón Ajenatón y en la ciudad que construyó, Ajetatón. También aparece en el nombre de la forma sincretizada de Ra y Horus, Ra-Horajty (Rꜥ Ḥr Ꜣḫty, "Ra-Horus de los Horizontes").
En la arquitectura del Antiguo Egipto, los pilonos con orientación este-oeste reflejan el signo jeroglifico de ajet, el horizonte. 